# 83
Cette page concerne l'année 83  du calendrier julien. Pour l'année 83 av. J.-C., voir 83 av. J.-C. Pour le nombre 83, voir 83 (nombre).
L'année 83 est une année commune qui commence un mercredi.

## Événements
- À Rome, il devient interdit de châtrer les esclaves[1].
- Campagne de Domitien contre les Chattes (83-84)[1]. Après leur victoire, les Romains occupent de façon permanente les Champs Décumates, entre Danube et Rhin supérieurs et créent la province de Germanie supérieure[2]. Les massifs germaniques d'Odenwald et de Taunus sont rattachés à l'Empire romain[3]. Les Romains construisent un rempart, le « Limes », contre les Germains entre Rhin et Danube (550 km une fois achevé). Il comporte à l’origine un léger clayonnage renforcé de bastions de terre, de tours en bois et de châteaux forts[4].
- 13 septembre (ou 84) : premier triomphe de Domitien sur les Chattes[1].

## Naissances en 83
- Seimu, empereur légendaire du Japon.